# Domenico Vallarsi
Domenico Vallarsi (* 13. November 1702 in Verona; † 14. August 1771 ebendort) war ein italienischer römisch-katholischer Priester der Diözese Verona und Patrologe. 

## Leben und Werk
Domenico Vallarsi wurde von Jesuiten unterrichtet. Francesco Bianchini und Scipione Maffei weckten sein Interesse für die Archäologie. Mit bedeutenden Gelehrte seiner Zeit stand er in Kontakt, darunter Lodovico Antonio Muratori.
Ein Stipendium der Stadt Verona und seines Ortsbischofs ermöglichte Vallarsi, sich dem Studium alter Manuskripte zu widmen. Sein Hauptwerk war die Edition der Werke des Hieronymus in elf Bänden (S. Hieronymi opera omnia post monachorum e congreg. S. Mauri recensionem quibusdam ineditis monumentis aliisque lucubrationibus aucta, notis et observationibus illustrata). Sie erschien von 1734 bis 1742. Diese Werkausgabe erstellte Vallarsi auf besonderen Wunsch Papst Clemens XII., der ihm auch die Bestände der Bibliotheca Vaticana zugänglich machte. Vallarsi strebte eine vollständige Erfassung aller von Hieronymus erhaltenen Schriften sowie auch der ihm zugeschriebenen Werke an. Die zweite, erweiterte Auflage erschien 1766–1772 in Venedig und entwickelte sich zum Standardtext. Vallarsi hatte diese Neuausgabe aber Personen anvertraut, die weniger akribisch arbeiteten als er selbst. Der Text der venezianischen Ausgabe wurde ab 1844 von Jacques-Paul Migne wieder abgedruckt in der Patrologia Latina, Bände 22–30. Migne verzichtete darauf, die venezianische mit der Veroneser Ausgabe zu kollationieren.
Ab 1745 erschien auch eine von Vallarsi erarbeitete Werkausgabe des Rufinus von Aquileia, die aber unvollständig blieb.
Vallarsi sammelte Handschriften und archäologische Artefakte. Er schenkte sie dem Museum von Verona.